# Guineu voladora petita
La guineu voladora petita (Pteropus hypomelanus) és una espècie de ratpenat de la família dels pteropòdids. Viu a l'Índia, Indonèsia, Malàisia, les Maldives, Myanmar, Papua Nova Guinea, les Filipines, Salomó, Tailàndia i el Vietnam. Al sud d'Àsia, el seu hàbitat natural són els boscos, a les Filipines són les illes petites properes a la costa i les zones costaneres, i a Melanèsia també són les illes petites properes a la costa. Es creu que no hi ha cap amenaça significativa per a la supervivència d'aquesta espècie, tot i que algunes poblacions es veuen afectades per la caça i la desforestació.